# Fiona Gélin
| Fiona Gélin                               | Fiona Gélin                               |
| Kattints az alábbi külső linkek egyikére! | Kattints az alábbi külső linkek egyikére! |
| ----------------------------------------- | ----------------------------------------- |
| Nem található szabad kép.(?)              |                                           |
| külső link · jogvédett                    | Szignált fotója (1990 körül)              |

Fiona Gélin, teljes születési nevén Bénédicte Fiona Inès Gélin (Boulogne-Billancourt, Hauts-de-Seine megye, 1962. május 22. – ) francia modell és színésznő, Daniel Gélin leánya, Maria Schneider féltestvére. Filmszínésznői pályáját az 1980-as években kezdte. Ismertebb filmszerepe Sabine Clément rendőrfelügyelő alakítása Alain Delon mellett az 1985-ös A zsaru szava című bűnügyi akciófilmben. A 2000-es évektől kezdve főleg színpadokon szerepel.

## Élete

### Származása, ifjúsága
Apja Daniel Gélin francia színész, anyja Sylvie Hirsch francia modell és színésznő volt, Gélin második felesége, akivel 1954 novemberében házasodtak össza. Fiona szüleinek legifjabb, harmadik gyermekeként született 1962-ben. Elsőszülött bátyja, Pascal (1956–1957) egyéves korában meghalt, ifjabbik bátyja, az 1958-ben született Manuel Gélin később szintén színész lett.
Apjának első házasságából, melyet 1945-ben kötött Danièle Delorme színésznővel (eredeti nevén Gabrielle Girard-ral), az 1940-50-es évek sztárjával, a Christian Dior reklámarcával, 1946-ban egy közös fiú született, Xavier Gélin (1946–1999), Fiona legidősebb féltestvére, aki később színész, forgatókönyvíró és filmproducer lett. 
1951-ben Daniel Gélin viszonyt létesített az akkor 17 éves Marie Christine Schneider párizsi modellel, e kapcsolatból 1952-ben született Maria Schneider (1952–2011) színésznő, Fiona féltestvére. 1954. június 23-án Danièle Delorme elvált csapodár férjétől, aki még abban az évben, 1954. november 25-én feleségül vette Sylvie Hirschet, akitől Fiona és testvérei születtek. Daniel Gélin nem ismerte el Mariát saját gyermekeként, és igyekezett őt távol tartani törvényes gyermekeitől. 1971-ben Maria Schneider főszerepet kapott Bernardo Bertolucci botrányfilmjében, az Utolsó tangó Párizsban-ban. Fiona csak ekkor szerzett tudomást idősebb nővérének létezéséről. Fiona szülei 1968-ban (más adat szerint 1972. január 13-án) elváltak. Apja, Daniel Gélin 1973-ban harmadszor is megnősült. Lydie Zakstól még egy leánya született, Laura Gélin, Fiona legfiatalabb féltestvére.
Fiona apa nélkül nőtt fel. Későbbi megnyilatkozásai szerint nehéz ifjúsága volt, alkohol- és kábítószer-problémákkal küzdött, súlyos érzelmi csalódások érték. Alkoholizmusa felnőtt korában is sokáig függőségben tartotta.

### Színészi pályája
Négyesztendős korában gyermek-statisztaként szerepelt Terence Young rendező 1968-as Mayerling című romantikus történelmi filmdrámájában, nemzetközi sztárok (Omar Sharif, Catherine Deneuve, Ava Gardner, James Mason) árnyékában.
Az 1980-as évek elején többször is modellt állt erotikus magazinoknak, fotói megjelentek a Lui és a Playboy francia, olasz, német és japán kiadásaiban. Fotóinak egy részét Mireille Darc színésznő és fotográfus készítette.
Első „igazi” filmszerepét 21 évesen kapta. 1983-ban egy algériai „feketelábú” lányt játszott el Alexandre Arcady rendező A nagy karnevál című háborús filmjében, Philippe Noiret és Roger Hanin társaságában, majd 1985-ben José Pinheiro A zsaru szava című bűnügyi akciófilmjében Sabine Clément-t, egy fiatal és tapasztalatlan rendőrfelügyelőt alakított, akit az ötvenéves Alain Delon lenézően kezel, de nem mulasztja el elcsábítani. 1987-ben Aldo Lado rendező Amantide − Scirocco című erotikus filmdrámájának főszerepét alakította, egy szép modell-lányt, akit fotós barátja elvisz egy olajfúró-szigetre, ahol megzavarja a férfi munkások eszét.
1990-ben, a Fort Boyard című televíziós showműsorban benevezett az iszapbirkózó bajnokságra, ahol tíz másik vállalkozó kolléganőjével együtt alulmaradt Héloïse Brunet színésznővel, a bajnokság győztesével szemben (imdb). 2000 után filmes szerepei megritkultak, és egyre gyakrabban szerepelt színpadokon.
2008-ban Isabelle Rattier-val, Micheline Dax-szal és Maïmouna Gueye-vel együtt dramaturgként részt vett Eve Ensler „Les Monologues du Vagin” című színpadi művének színre vitelében, a párizsi Théâtre Michelben, itt mindannyian közreműködőként is színpadra léptek.
2009-ben megjelentette első zenei CD-jét, Passeport címmel. 
2018. június 21-én megjelent Rom Juana Tatoublié de A à Z c. gyermekkönyve, melyet Fiona Gélin illusztrált. 
Az életpályáját elemző kritikusok Fiona szemére vetették, hogy első vonalbeli színésznővé válhatott volna, de alkoholfüggősége következtében számos komoly lehetőséget elszalasztott.
2019 tavaszán segédrendezőként és közreműködő színművészként dolgozott Murièle Agherman színpadi rendezővel, aki Loise de Jadaut írónő Re-belle című művét vitte színpadra. 2019 őszén szerepelt Jérémy Bellet rendező Utolsó lélegzettel / Un dernier souffle című dokumentarista rövidfilmjében, amely a nőket sújtó zaklatás és diszkrimináció ellen tiltakozik.
2020-ban megjelent Notre jeunesse című sanzonja, a 2015-ös bataclani iszlamista terrorakció áldozatainak emlékére. Később Richard Bauduin  (művésznevén Chardry) énekessel duóban lemezre énekelte Joe Dassin À toi (Neked) című dalát is. 2022. március 6-án Fiona szerepelt a párizsi Alhambra zenés színház színpadán az À mon père (Apámnak) című előadásban, amelyet húsz évvel korábban elhunyt édesapjának, Daniel Gélinnek emlékezetére rendeztek. 2022. júliusában az avignoni fesztiválon és a sète-i Voix Vives fesztiválon előadásokat tartott apja tiszteletére. Ezekbe beillesztette az apja által írt verseket is.

### Jószolgálati tevékenysége
Rendszeresen szervez előadásokat és fórumokat a munkahelyi kiégési szindróma (burnout) témájában. 2019 januárja óta a Montmartre-i Köztársaság (République de Montmartre) civil szervezet képviselője és nagykövete. Több, a női és gyermekjogokat védő, segítő polgári egyesület védnöke (Paroles de Femmes, La roue tourne, SOS Addictions, Ligue des droits de l’enfant). AKtívan támogatja az Urbex Paradise elnevezésű online fórumot, mely az elnéptelenedett, romos városrészek újraélesztéséért dolgozik.

### Magánélete
1989-ben egy Milan nevű fia született akkori élettársától, Michel Albertini színész-rendezőtől. 
Ezután egy ideig Daniel Hechter divattervező-üzletemberrel járt. 
2002. október 19-én Párizs 18. kerületének elöljáróságán házasságot kötött Ubaldo Franceschini műtárgy-restaurátorhoz, akitől öt évvel később, 2007-ben elvált (imdb).
2006-ban súlyos tüdőgyulladást kapott, tíz napra kómába esett. Emlékezetét is részben elveszítette. Nyolc hónapba telt, mire felépült.
2016 szeptemberében az Ici Paris magazinnak adott interjúban coming-outolt és nyilvánosan beszámolt biszexuális érdeklődéstől. Ugyanakkor elmondta, hogy a férfiak komoly szerepet játszanak érzelmi életében. Önmagát romantikus és érzelemgazdag személyiségként írta le.
2021 óta élettársi viszonyban áll a nála fiatalabb Richard Bauduin (művésznevén „ChardRy”) gitáros-énekessel és zenei producerrel, akivel 2020-ban Saint-Tropez-ben ismerkedett meg. Ifjú partnere kedvéért Fiona felhagyott az alkoholizálással.

## Főbb filmszerepei
- 1968: Mayerling; kisgyermek (nem szerepel a stáblistán)
- 1983: Éjszakai ügyelet (Médecins de nuit); tévésorozat; Chaumont nővér
- 1983: A nagy karnevál (Le grand carnaval); Sylvette Landry
- 1984: Frankenstein 90; Elisabeth Lafaurie
- 1985: A C lépcsőház (Escalier C); Vanessa
- 1985: A zsaru szava (Parole de flic); Sabine Clément
- 1987: Amantide – Scirocco; Lea
- 1987: Amíg lesznek nők… (Tant qu’il y aura des femmes); Élodie
- 1987: Les nouveaux tricheurs; Anne
- 1987: Septième ciel; Cornélia Bouchard „Vicky”
- 1994: Pushing the Limits; önmaga
- 1994: Dieu, que les femmes sont amoureuses…; Marylou
- 1994: L’homme de mes rêves; tévéfilm; Claudia
- 1995: Alice boit du petit lait; tévéfilm; Marie-Jo
- 2003: Les parents terribles; tévéfilm; Madeleine
- 2002–2011: Therese nővér.com (SoeurThérèse.com); tévésorozat; Brigitte Ferran
- 2021: Un dernier souffle; rövidfilm; önmaga
- 2022: Parking; rövidfilm; önmaga

## Érdekesség

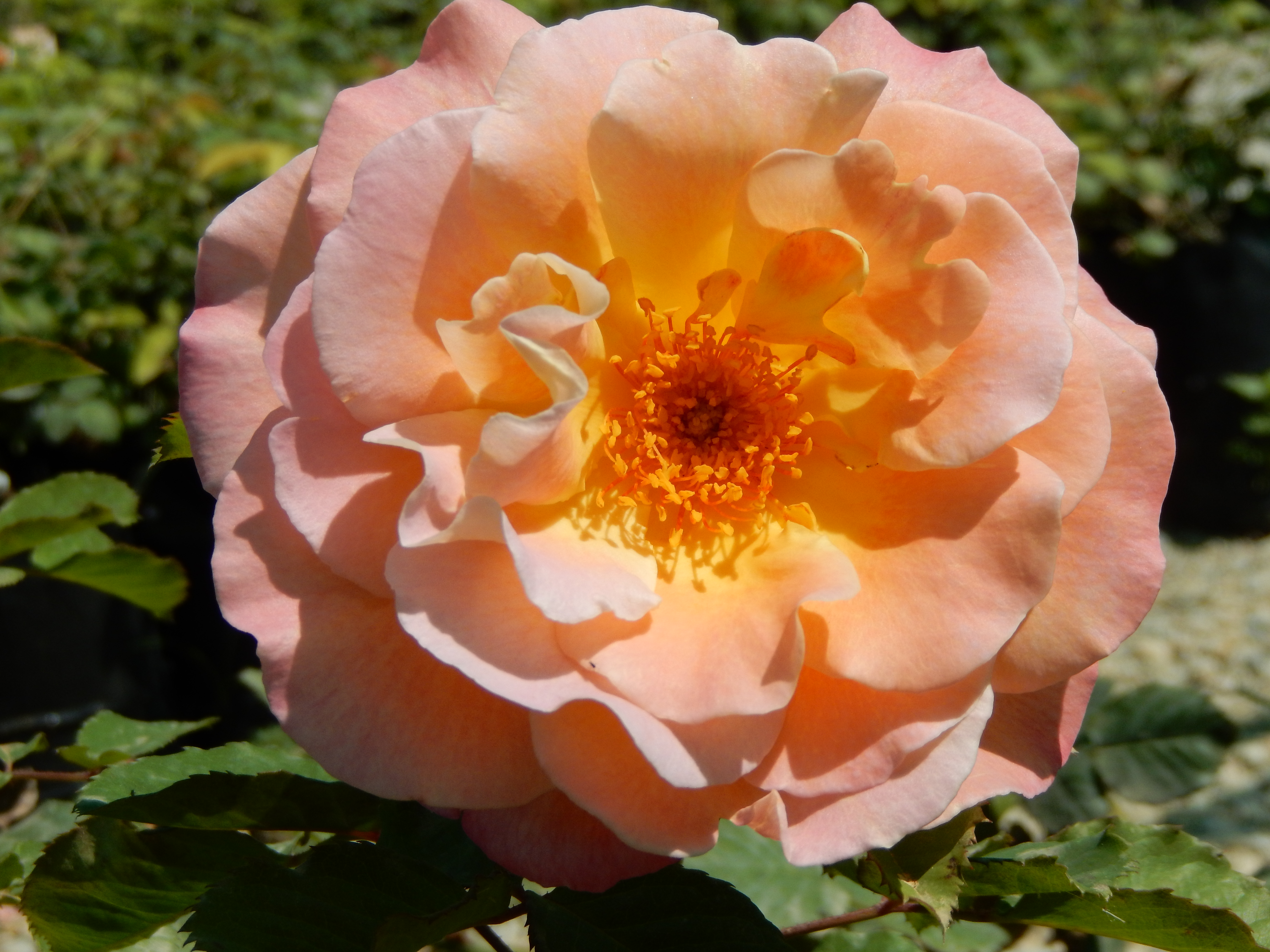
A „Fiona Gélin” rózsa

2006-ban egy rózsafajtának Fiona Gélin nevét adták.
- A Wikimédia Commons tartalmaz „Fiona Gélin” rózsa témájú kategóriát.

## Művei
- Fiona Gélin. Retour d’errance (francia nyelven). Neuilly-sur-Seine: Éditions Michel Lafon (2003). ISBN 2-84098-907-7[7][8][9]
- Fiona Gélin. Si fragile (francia nyelven). Éditions l’Archipel (2016). ISBN 978-2-8098-2029-4[10][12]